# Tour de Pologne
Tour de Pologne je cestovna biciklistička utrka koje se održava u Poljskoj. Trenutno utrka ima 7 stadija, se održava u kolovozu (ponekad lipanj). Prva utrka se je održala 7. rujna 1928. Czesław Lang je direktor utrke od 1993. Od 2005. godine, Tour de Pologne pripada ciklusu najznačajnijih utrka u cestovna biciklizam (trenutno UCI World Tour).

## Pobjednici (od 2005.)
| Godina | Pobjednik          | Nacionalnost | Momčad                       |
| ------ | ------------------ | ------------ | ---------------------------- |
| 2019.  | Pavel Sivakov      | Rusija       | Team Ineos                   |
| 2018.  | Michał Kwiatkowski | Poljska      | Team Sky                     |
| 2017.  | Dylan Teuns        | Belgija      | BMC Racing Team              |
| 2016.  | Tim Wellens        | Belgija      | Lotto Soudal                 |
| 2015.  | Jon Izagirre       | Španjolska   | Movistar Team                |
| 2014.  | Rafał Majka        | Poljska      | Tinkoff-Saxo                 |
| 2013.  | Pieter Weening     | Nizozemska   | Orica-GreenEDGE Cycling Team |
| 2012.  | Moreno Moser       | Italija      | Liquigas                     |
| 2011.  | Peter Sagan        | Slovačka     | Liquigas                     |
| 2010.  | Daniel Martin      | Irska        | Garmin-Transitions           |
| 2009.  | Alessandro Ballan  | Italija      | Lampre                       |
| 2008.  | Jens Voigt         | Njemačka     | Team CSC                     |
| 2007.  | Johan Vansummeren  | Belgija      | Predictor-Lotto              |
| 2006.  | Stefan Schumacher  | Njemačka     | Gerolsteiner                 |
| 2005.  | Kim Kirchen        | Luksemburg   | Fassa Bortolo                |